# Norway (Michigan)
Norway ist eine Kleinstadt (mit dem Status „City“) im Dickinson County im US-amerikanischen Bundesstaat Michigan. Das U.S. Census Bureau hat bei der Volkszählung 2020 eine Einwohnerzahl von 2.840 ermittelt.

## Geografie
Norway liegt im mittleren Westen der Oberen Halbinsel Michigans rund 2 km nördlich des Menominee River, der bis zu seiner Mündung in den Michigansee die Grenze zu Wisconsin bildet.
Die geografischen Koordinaten von Norway sind 45°47′13″ nördlicher Breite und 87°54′13″ westlicher Länge. Das Stadtgebiet erstreckt sich über eine Fläche von 22,79 km². Die Stadt ist von der Breitung und der Norway Township umgeben, ohne einer davon anzugehören.
Benachbarte Orte von Norway sind Vulcan (an der östlichen Stadtgrenze), Niagara (11,9 km westsüdwestlich), Quinnesec (8,2 km westnordwestlich) sowie Iron Mountain und Kingsford (je rund 15 km in der gleichen Richtung).
Die nächstgelegenen größeren Städte sind Sault Ste. Marie in der kanadischen Provinz Ontario (347 km ostnordöstlich, gegenüber von Sault Ste. Marie, Michigan), Green Bay in Wisconsin am Michigansee (153 km südlich), Wisconsins größte Stadt Milwaukee (339 km in der gleichen Richtung), Wisconsins Hauptstadt Madison (368 km südsüdwestlich), Wausau in Wisconsin (217 km südwestlich), die Twin Cities in Minnesota (494 km westsüdwestlich) und Duluth am Oberen See in Minnesota (391 km westnordwestlich).

## Verkehr

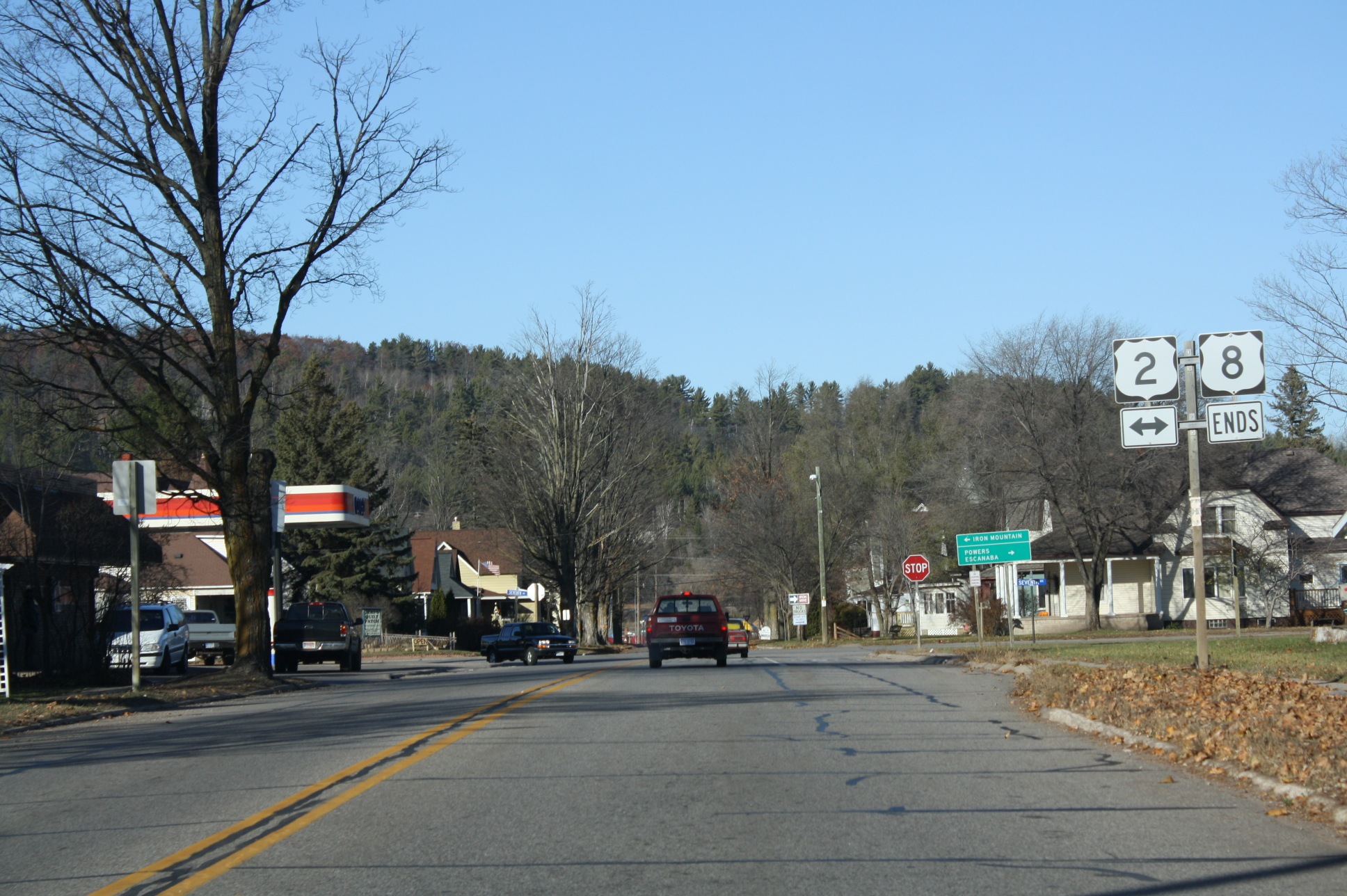
Der östliche Endpunkt des US 8

Im Zentrum von Norway erreicht der U.S. Highway 8 mit der Einmündung in den von West nach Ost verlaufenden U.S. Highway 2 seinen östlichen Endpunkt. Alle weiteren Straßen sind untergeordnete Landstraßen, teils unbefestigte Fahrwege oder innerörtliche Verbindungsstraßen.
Für den Frachtverkehr ist die Stadt an das Eisenbahnnetz der Canadian National Railway angebunden.

Mit dem Ford Airport befindet sich 18,5 km westlich der nächste Regionalflughafen.

## Bevölkerung
Nach der Volkszählung im Jahr 2010 lebten in Norway 2845 Menschen in 1256 Haushalten. Die Bevölkerungsdichte betrug 124,8 Einwohner pro Quadratkilometer. In den 1256 Haushalten lebten statistisch je 2,25 Personen.
Ethnisch betrachtet setzte sich die Bevölkerung zusammen aus 97,4 Prozent Weißen, 0,8 Prozent amerikanischen Ureinwohnern, 0,2 Prozent Asiaten sowie 0,2 Prozent aus anderen ethnischen Gruppen; 1,4 Prozent stammten von zwei oder mehr Ethnien ab. Unabhängig von der ethnischen Zugehörigkeit waren 1,4 Prozent der Bevölkerung spanischer oder lateinamerikanischer Abstammung.
23,5 Prozent der Bevölkerung waren unter 18 Jahre alt, 58,0 Prozent waren zwischen 18 und 64 und 18,5 Prozent waren 65 Jahre oder älter. 51,7 Prozent der Bevölkerung waren weiblich.
Das mittlere jährliche Einkommen eines Haushalts lag bei 42.697 USD. Das Pro-Kopf-Einkommen betrug 18.368 USD. 11,8 Prozent der Einwohner lebten unterhalb der Armutsgrenze.

## Bekannte Bewohner
- Art Van Damme (1920–2010) – Jazz-Akkordeonist – geboren in Norway